# Crkva sv. Ivana Krstitelja i ranokršćanska crkva u Postirima
Crkva sv. Ivana Krstitelja i ranokršćanska crkva u Postirima, zaštićeno kulturno dobro

## Opis dobra
Vrijeme nastanka: 6. do 19. stoljeće. Na uzdignutom dijelu naselja na rubu predjela Zastivanje u Postirima smještena je župna crkva sv. Ivana Krstitelja. Današnja crkva podignuta je dijelom nad ranokršćanskom bazilikom. Izdužena je jednobrodna građevina s četvrtastim svetištem i polukružnom utvrđenom apsidom s mašikulama na južnoj strani. Glavno pročelje građeno je klesancima i završava zabatom s profiliranim vijencem na kojem je kip sv. Ivana Krstitelja. Crkva je primjer neostilske arhitekure druge pol. XIX. st. kada je građevina produžena te dobiva monumentalno pročelje. Istočno od župne crkve 1988. su otkriveni ostaci trobrodne bazilike s polukružnom apsidom i subselijom. Uz baziliku je krstionica s križnim zdencem. Ulomci kamenog namještaja imaju odlike skulpture VI. st.

## Zaštita
Pod oznakom Z-5124 zavedeni su kao nepokretno kulturno dobro - pojedinačno, pravna statusa zaštićena kulturnog dobra, klasificirano kao "sakralna graditeljska baština".

## Vanjske poveznice
|  | Zajednički poslužitelj ima još gradiva o temi Crkva sv. Ivana Krstitelja i ranokršćanska crkva u Postirima |